# Les Gracques
Die Gruppe Les Gracques ist eine französische Denkfabrik und Interessengruppe mit sozialliberaler Ausrichtung, die eine Erneuerung der französischen Linken in diesem Sinn anstrebt.

## Geschichte
Während des Präsidentschaftswahlkampfes 2007 in Frankreich veröffentlichte eine Gruppe ehemaliger sozialistischer Beamter unter dem Pseudonym Les Gracques einen offenen Brief, in dem diese sich für ein Zusammengehen der Sozialisten mit der UDF aussprachen. Die Wahl des Pseudonyms unterstreicht die Reformorientierung der Gruppe. Ségolène Royal äußerte damals: „Ces ultralibéraux passés dans le monde des affaires n’ont aucune leçon à me donner“ (auf Deutsch etwa: „Von Ultraliberalen, die in die Wirtschaft gewechselt sind, lasse ich mich nicht belehren“). Einige der Mitglieder stimmten für den Kandidaten der UMP Nicolas Sarkozy.
Nach der Niederlage der Sozialisten bei der Präsidentschaftswahl 2007 änderte die Gruppe ihr Erscheinungsbild, sie wurde zu einem Gebilde, das Züge einer Denkfabrik und einer Interessengruppe trägt, die eine Erneuerung der französischen Linken anstrebt. Sie gründete sich um in eine Vereinigung entsprechend einem Gesetz aus dem Jahre 1901. Ferner veröffentlichte sie ein „Manifest für eine moderne Linke“. Seither ist ein Beitritt zu der Vereinigung möglich. Die Vereinigung zählte 2008 etwa dreißig aktive Mitglieder und ca. 1700 Sympathisanten, die im Internet das Manifest für eine moderne Linke unterschrieben hatten. Am Rand der Sommeruniversität der PS 2007 organisierten die Gracques ein geheimes Treffen europäischer, reformistisch ausgerichteter Denkfabriken. Sie verlangten von den Versammelten die Verabschiedung einer wirtschaftspolitischen Plattform, wobei Emmanuel Macron, damals der Finanzinspektor, die entscheidende Rolle spielen sollte.
Der Sieger der offenen Vorwahlen  (primaires citoyennes) und damit Kandidat der PS, François Hollande, erläuterte bei einem Treffen mit Les Gracques seine politischen Ziele: eine angebotsorientierte Wirtschaftspolitik, die Reduzierung der Staatsausgaben sowie die Verbesserung der Wettbewerbsbedingungen für die Unternehmen. Während des Präsidentschaftswahlkampfes schalteten die Gracques Wahlaufrufe in der Presse, in denen sie dazu aufriefen, die Staatsausgaben zu senken, die Lebensarbeitszeit zu verlängern und das Renteneintrittsalter zu erhöhen, sie forderten ein Ende der 35-Stunden-Woche, eine steuerliche Entlastung der Unternehmen, die Lockerung des Kündigungsschutzes sowie die Öffnung von Berufen mit Zulassungsbeschränkungen. Nach dem Ende des ersten Jahres der Amtszeit von Hollande erklärten die Gracques, dessen Politik sei zu „erratisch“ (willkürlich). 2014 veröffentlichten sie einen Aufruf in Le Point, in dem es unter anderem hieß: „Schluss mit dem Wahnsinn!  La frontière entre la gauche et la droite ne passe pas au huitième dimanche travaillé. Ni au treizième“; sie verteidigten ferner die Anwendung von Artikel 49.3 der französischen Verfassung, um die Verabschiedung des Gesetzes zur Förderung des Wachstum und der Belebung der Wirtschaft und für mehr Chancengleichheit im Wirtschaftsleben (Loi pour la croissance, l'activité et l'égalité des chances économiques), kurz Loi Macron genannt, zu ermöglichen, eines Gesetzes, das Manuel Valls mehrere Wochen später bereits anwandte.
Im April 2014 machte Aquilino Morelle, ein früherer Berater von François Hollande, die Gracques für dessen liberale Wende verantwortlich.
Es wird angenommen, dass das Bündnis zwischen François Bayrou und Emmanuel Macron anlässlich der Präsidentschaftswahl 2017 auf einen Vorstoß der Gracques zurückzuführen ist.

## Zum Namen der Gruppe
Tiberius Sempronius Gracchus und sein Bruder Gaius Sempronius Gracchus, genannt die Gracchen waren Staatsmänner der römischen Republik. Sie gehörten zur plebejischen Nobilität. Bekannt wurden sie vor allem durch ihre zögerlichen und erfolglosen Versuche, das römische Sozialsystem zu reformieren.
Unter dem Pseudonyme Les Gracques hatten schon Marie-Noëlle Lienemann, Alain Richard und Jean-Pierre Worms 1983 ein programmatisches Buch mit dem Titel Pour réussir à gauche (éditions Syros) veröffentlicht, das damals als das „Neo-Rocardische Manifest“ galt.

## Die Standpunkte der Gruppe
Die von den Gracques vertretene Politik leitete sich zum großen Teil her aus der von ihnen so wahrgenommenen Diskrepanz zwischen dem von den Sozialisten gewöhnlich präferierten keynesianischen Wohlfahrtsstaat auf der einen Seite und der Gesellschaft der Gegenwart, die durch die Globalisierung und durch das Projekt Europa geprägt ist.
Das Projekt der Gracques ist ein Versuch, die Werte soziale Gerechtigkeit und das Eintreten für die Ärmeren zu verbinden mit den Werten der Marktwirtschaft und der wirtschaftlichen Öffnung. Man fühlt sich an den britischen Dritten Weg (New Labour) erinnert.
Die Gracques definierten sich in ihrem Manifest als Demokraten, Liberale, integrativ (als Gegensatz zum Kommunitarismus), arbeiterfreundlich, staatlichen Reglementierungen nicht abgeneigt, der Umverteilung des Reichtums zugetan, fortschrittlich, sie betonen die Bedeutung der Bildungspolitik, sie nennen als einen ihrer Schwerpunkte die Sicherheitspolitik, sie bezeichnen sich als „ökologisch“, „pro-europäisch“, „internationalistisch“, „moralisch“ und „realistisch“ und treten für gesellschaftlichen Wandel ein.
Im Dezember 2012 veröffentlichten sie in der Zeitschrift Le Point eine Analyse der ersten Monate der Präsidentschaft von François Hollande. Darin bemerkten sie, die Lage sei ernst und die Situation dringlich. Als Ursachen hierfür benannten sie: „parce que le pays pâtit toujours du laxisme passé: celui des déficits permanents, de l’excessive fiscalité des entreprises – réduisant leurs marges, donc leur capacité à investir – et du surendettement“. („... die bisherige Laxheit, unter der das Land immer gelitten hat, daher die ständigen Defizite, die exzessive Besteuerung der Unternehmen - die ihre Gewinne beschneidet, damit auch ihre Investitionsmöglichkeiten und ihre Überschuldung“) Sie verurteilten die „inertie des administrations (qui) a conduit à la paralysie“ („die Trägheit der Verwaltungen, die zur Lähmung führt“) und verlangten eine „réforme du secteur public“, „plus nécessaire que jamais“ (Eine Reform des staatlichen Sektors, nötiger denn je).

## Mutmaßliche Mitglieder
Unter der Zahl der Mitglieder, die seit der Gründung angewachsen war, finden sich Presseberichten zufolge unter anderem folgende Personen: Jean-Pierre Jouyet bis zu seinem Eintritt in das die Regierung Fillon 2007, Denis Olivennes, Matthieu Pigasse, Bernard Spitz, der als einer der Verantwortlichen gilt, François Villeroy de Galhau, Ariane Obolensky, René Frydman, Sylvie Hubac, Érik Orsenna, Éric de Chassey, Dominique Villemot (Vize-Präsident der Gracques), Mathilde Lemoine, Ökonomin und Leiterin der Abteilung für ökonomische Studien und Marktstrategie von HSBC France und ehemalige Beraterin der Finanzminister François Loos und Thierry Breton  sowie von Dominique de Villepin. Emmanuel Macron soll den Gracques 2007 angehört haben. Während seine Presseabteilung 2015 bestritt, dass das je der Fall gewesen sei und dass er lediglich im Jahr 2008 an einem Treffen teilgenommen habe, erklärte ein Mitglied der Gracques, Macron habe seines Wissens bis 2012 an den Zusammenkünften teilgenommen.

## Die Sommeruniversität
Die Gracques veranstalteten ihre erste Sommeruniversität in Paris am 25. August 2007. Es nahmen zahlreiche Prominente wie Michel Rocard, Anthony Giddens, Walter Veltroni, Peter Mandelson und François Chérèque teil. Sie wollten mit der Erneuerung der französischen Linken durch die Mobilisierung der Zivilgesellschaft und mit Hilfe ihrer Webpräsenz beginnen. Im Oktober 2007 distanzierte sich die sozialistische Partei von den Gracques und erklärte: „Les Gracques ne représentent rien.“ („Die Gracques repräsentieren niemanden“).
Am 21. November 2015 wurde die ursprünglich für die Hochschule Sciences Po vorgesehene Sommeruniversität wegen der Pariser Attentate, die eine Woche zuvor stattgefunden hatten in das Gebäude des CESE verlegt. Die Abschlussrede hielt der Finanzminister und künftige Präsident der Republik Emmanuel Macron. Der ehemalige Präsident des italienischen Staatsrates Enrico Letta nahm am Gedankenaustausch auf dieser Tagung teil, zusammen mit Daniel Cohn-Bendit, mit dem Gründer des Club XXIe siècle, Hakim El Karoui, der ehemaligen Außenministerin Spaniens Ana Palacio und der Generalsekretärin des Internationalen Gewerkschaftsbundes Sharan Burrow.